# توم هودلستون
توماس هودلستون (بالإنجليزية: Tom Huddlestone)‏، من مواليد 28 ديسمبر 1986 في نوتنغهام في إنجلترا، لاعب كرة قدم إنجليزي.
بدأ مسيرته الكروية مع نادي ديربي كاونتي في عام 2002، ولعب معهم حتى عام 2005، وشارك معهم في 88 مباراة، وفي عام 2005 انتقل إلى نادي توتنهام هوتسبر، وهو يلعب معهم حتى الآن، وفي موسم 2005/2006 أعير إلى نادي وولفرهامبتون واندرز، ولعب معهم 13 مباراة وسجل هدف واحد.

## روابط خارجية
- توم هودلستون على موقع الاتحاد الدولي (مؤرشف)  (الإنجليزية)
- توم هودلستون على موقع الاتحاد الأوربي (الإنجليزية)
- توم هودلستون على موقع قاعدة بيانات كرة القدم.إي يو (الإنجليزية)
- توم هودلستون على موقع ناشيونال فوتبول تيمز (الإنجليزية)
- توم هودلستون على موقع Soccerbase.com (لاعب) (الإنجليزية)
- توم هودلستون على موقع Soccerway.com (الإنجليزية)
- توم هودلستون على موقع عالم كرة القدم.نت (الإنجليزية)
- توم هودلستون على موقع كووورة
- توم هودلستون على موقع AS.com (الإسبانية)